# Fernilee
Fernilee är en by i civil parish Whaley Bridge, i distriktet High Peak, i grevskapet Derbyshire, i England. Byn är belägen 6 km från Buxton. Fernilee var en civil parish 1866–1936 när blev den en del av Whaley Bridge och Hartington Upper Quarter. Civil parish hade 1 728 invånare år 1931.